# مقاطعة ميسولا (مونتانا)
مقاطعة ميسولا (بالإنجليزية: Missoula County)‏ هي إحدى مقاطعات ولاية مونتانا في الولايات المتحدة الأمريكية.

## المناخ
يظهر الجدول التالي التغييرات المناخية على مدار السنة لمقاطعة ميسولا:
| البيانات المناخية لـمقاطعة ميسولا                                     | البيانات المناخية لـمقاطعة ميسولا | البيانات المناخية لـمقاطعة ميسولا | البيانات المناخية لـمقاطعة ميسولا | البيانات المناخية لـمقاطعة ميسولا | البيانات المناخية لـمقاطعة ميسولا | البيانات المناخية لـمقاطعة ميسولا | البيانات المناخية لـمقاطعة ميسولا | البيانات المناخية لـمقاطعة ميسولا | البيانات المناخية لـمقاطعة ميسولا | البيانات المناخية لـمقاطعة ميسولا | البيانات المناخية لـمقاطعة ميسولا | البيانات المناخية لـمقاطعة ميسولا | البيانات المناخية لـمقاطعة ميسولا |
| الشهر                                                                 | يناير                             | فبراير                            | مارس                              | أبريل                             | مايو                              | يونيو                             | يوليو                             | أغسطس                             | سبتمبر                            | أكتوبر                            | نوفمبر                            | ديسمبر                            | المعدل السنوي                     |
| --------------------------------------------------------------------- | --------------------------------- | --------------------------------- | --------------------------------- | --------------------------------- | --------------------------------- | --------------------------------- | --------------------------------- | --------------------------------- | --------------------------------- | --------------------------------- | --------------------------------- | --------------------------------- | --------------------------------- |
| الدرجة القصوى °ف (°م)                                                 | 60 (16)                           | 66 (19)                           | 78 (26)                           | 90 (32)                           | 95 (35)                           | 102 (39)                          | 107 (42)                          | 105 (41)                          | 99 (37)                           | 85 (29)                           | 73 (23)                           | 60 (16)                           | 107 (42)                          |
| متوسط درجة الحرارة الكبرى °ف (°م)                                     | 33.2 (0.7)                        | 38.8 (3.8)                        | 49.8 (9.9)                        | 58.5 (14.7)                       | 67.3 (19.6)                       | 75.2 (24.0)                       | 85.9 (29.9)                       | 84.9 (29.4)                       | 73.1 (22.8)                       | 57.8 (14.3)                       | 41.5 (5.3)                        | 31.0 (−0.6)                       | 58.2 (14.6)                       |
| متوسط درجة الحرارة الصغرى °ف (°م)                                     | 18.3 (−7.6)                       | 21.2 (−6.0)                       | 27.7 (−2.4)                       | 32.8 (0.4)                        | 39.8 (4.3)                        | 46.6 (8.1)                        | 51.4 (10.8)                       | 50.1 (10.1)                       | 41.8 (5.4)                        | 32.4 (0.2)                        | 24.9 (−3.9)                       | 16.7 (−8.5)                       | 33.7 (0.9)                        |
| أدنى درجة حرارة °ف (°م)                                               | −33 (−36)                         | −28 (−33)                         | −13 (−25)                         | 2 (−17)                           | 21 (−6)                           | 26 (−3)                           | 31 (−1)                           | 29 (−2)                           | 15 (−9)                           | −4 (−20)                          | −23 (−31)                         | −30 (−34)                         | −33 (−36)                         |
| الهطول إنش (مم)                                                       | 0.85 (22)                         | 0.70 (18)                         | 1.00 (25)                         | 1.22 (31)                         | 2.01 (51)                         | 2.07 (53)                         | 0.99 (25)                         | 1.19 (30)                         | 1.17 (30)                         | 0.88 (22)                         | 1.01 (26)                         | 1.04 (26)                         | 14.13 (359)                       |
| متوسط تساقط الثلوج إنش (سم)                                           | 8.3 (21)                          | 6.1 (15)                          | 5.1 (13)                          | 1.2 (3.0)                         | 0.2 (0.51)                        | —                                 | 0.0 (0.0)                         | 0.0 (0.0)                         | —                                 | 0.6 (1.5)                         | 5.4 (14)                          | 11.0 (28)                         | 37.9 (96)                         |
| متوسط أيام هطول الأمطار (≥ 0.01 in)                                   | 11.8                              | 9.4                               | 11.4                              | 11.1                              | 12.3                              | 12.1                              | 7.1                               | 7.5                               | 8.2                               | 8.4                               | 11.1                              | 12.3                              | 122.7                             |
| متوسط الأيام المثلجة (≥ 0.1 in)                                       | 9.4                               | 6.8                               | 5.1                               | 1.6                               | 0.3                               | 0.1                               | 0.0                               | 0.0                               | 0.0                               | 0.9                               | 5.4                               | 9.8                               | 39.4                              |
| متوسط الرطوبة النسبية (%)                                             | 81.3                              | 78.1                              | 70.3                              | 61.2                              | 61.7                              | 61.1                              | 51.7                              | 52.5                              | 62.8                              | 70.8                              | 80.2                              | 83.5                              | 67.9                              |
| ساعات سطوع الشمس الشهرية                                              | 95.8                              | 133.0                             | 209.3                             | 245.0                             | 280.5                             | 311.1                             | 389.3                             | 334.8                             | 264.7                             | 194.3                             | 99.5                              | 82.9                              | 2٬640٫2                           |
| نسبة وصول أشعة الشمس                                                  | 34                                | 46                                | 57                                | 60                                | 60                                | 66                                | 81                                | 76                                | 70                                | 58                                | 35                                | 31                                | 59                                |
| المصدر: NOAA (normals 1981−2010, relative humidity and sun 1961–1990) |                                   |                                   |                                   |                                   |                                   |                                   |                                   |                                   |                                   |                                   |                                   |                                   |                                   |